# Венгры в Аргентине
Первые венгры, которые переехали в Аргентину в XVIII веке, были иезуитами. 
Большинство венгров иммигрировало в Аргентину в первой половине XX века и после Венгерской революции 1956 года. 
Сегодня в Аргентине проживает от 40000 до 50000 граждан венгерского происхождения, в основном в Буэнос-Айресе.

## Известные аргентинские венгры
- Ласло Йожеф Биро
- Хисела Дулко
- Владислао Кап